# Gyinszkajai járás

A Gyinszkajai járás a Krasznodari határterületen

A Gyinszkajai járás (oroszul Динской муниципальный район) Oroszország egyik járása a Krasznodari határterületen. Székhelye Gyinszkaja.

## Népesség
- 1989-ben 105 485 lakosa volt.
- 2002-ben 119 833 lakosa volt, melyből 107 656 orosz (89,8%), 4 733 örmény, 2 790 ukrán, 477 fehérorosz, 420 német, 408 tatár, 384 lezg, 277 német, 258 kurd, 233 azeri, 206 moldáv, 201 grúz, 89 mordvin, 86 adige, 75 mari, 68 görög, 62 oszét, 26 lengyel, 23 cigány.
- 2010-ben 126 871 lakosa volt, melyből 113 207 orosz, 5 360 örmény, 1 804 ukrán, 457 lezg, 398 koreai, 386 tatár, 343 kurd, 278 azeri, 278 fehérorosz, 240 asszír, 221 grúz, 211 ezid, 101 agul, 82 udin, 72 adige, 67 csuvas, 62 udmurt, 57 görög, 51 üzbég, 34 tadzsik, 31 bolgár, 28 baskír, 24 kazah, 22 avar stb.

Az örmények százalékos arányszáma Juzsnyíj, Novotitarovszkaja és Plasztunovszkaja, a lezgeké pedig Novovelicskovszkaja településen haladja meg jelentősen a járási összességben kimutatható arányszámukat.